# Ekonomiåret 2011

## Händelser

### Januari
- 1 januari – Estland inför euron som valuta och blir en del av euroområdet.

### Okänt datum
- Eurokrisen

## Bildade företag
- Availo, svenskt dataföretag.

## Konkurser
- 28 februari – Viking Airlines, svenskt flygbolag.
- April – Masonite, svenskt träindustriföretag.
- 11 juli – Onoff, svensk detaljhandelskedja.
- 19 december – Saab, svensk biltillverkare.

## Priser och utmärkelser
- 10 december - Thomas J. Sargent och Christopher A. Sims från USA får Sveriges Riksbanks pris i ekonomisk vetenskap till Alfred Nobels minne.[1]

## Avlidna
- 11 september – Axel Wallenberg, 53, svensk företagsledare.
- 5 oktober – Steve Jobs, 56, amerikansk företagsledare, grundare av Apple Inc.

### Fotnoter
1. ↑  ”All Nobel Prizes” (på engelska). Nobelpriset. http://www.nobelprize.org/nobel_prizes/lists/all/index.html. Läst 19 augusti 2012.